# L'home de Rio
 L'home de Rio  (títol original en francès: L'Homme de Rio) és una pel·lícula franco-italiana dirigida per Philippe de Broca, estrenada el 1964. Ha estat doblada al català.

## Argument
El soldat de 2a classe Adrien Dufourquet (Jean-Paul Belmondo) arriba de Besançon a l'estació de Lió a París per a un permís d'una setmana en el transcurs del seu servei militar.
Una figureta brasilera de la civilització malteca (imaginari) és robada del museu de l'Home. Formava part d'un conjunt de tres estàtues, portades per tres exploradors: el professor Catalan (Jean Servies) que treballa al museu de l'Home, el professor Villermosa tràgicament desaparegut i André de Castro, un ric home de negocis brasiler. El professor Catalan és segrestat davant el museu.
Adrien es reuneix a casa seva amb la seva promesa Agnès Villermosa (Françoise Dorléac), que és la filla del professor desaparegut i amb qui un inspector investiga. Agnès és segrestada i Adrien roba una moto per llançar-se a la persecució del cotxe dels raptors. Arriben a l'aeroport d'Orly, per comprovar que Agnès embarca en un avió entre dos homes. Aconsegueix embarcar també. A l'avió, troba Agnès, però probablement drogada, declara no conèixer-lo. Per evitar la policia a l'arribada a Rio de Janeiro, Adrien fuig de l'avió i arriba a la ciutat.
Fa amistat amb un petit encerador de sabates que anomena «Sir Winston».
Segueixen un dels homes que han segrestat Agnès fins al Morro Dona Marta, on «Sir Winston» porta uns turistes per fer fugir els homes que intentaven matar Adrien. Localitzen l'hotel on els homes han baixat, suposant que Agnès s'hi troba també. Adrien aconsegueix escapar-se'n amb Agnès completament drogada. Es troben a la platja per a una vesprada musical molt romàntica. Passen la nit a la casa de «Sir Winston» en la cimera del pujol.
L'endemà, Agnès està totalment desil·lusionada. Van a la casa on Agnès vivia amb el seu pare i aconsegueixen desenterrar l'estàtua al jardí. Però els la roben. Busquen des de llavors el tercer arqueòleg per prevenir-lo de no deixar-se robar la figureta. Per trobar-lo, van en cotxe fins a Brasília (llavors en construcció). pel camí, alliberen el professor Catalan dels seus raptors.
Troben l'arquitecte de Castro que els porta a casa seva on dona una gran festa en el seu honor. Durant la festa, de Castro porta Català a veure l'estàtua, però aquest l'escanya i s'emporta l'estàtua. Se'n va amb Agnès de qui està enamorada. Llança els seus homes per matar Adrien a Brasília.
Adrien aconsegueix escapar-se, però veu Agnès segrestada a bord d'un hidroavió Catalina. S'apodera d'un petit avió de turisme per llançar-se a la seva persecució, però ha de saltar en paracaigudes quan l'hidroavió es posa sobre el riu envoltat pel bosc amazònic.
Quan aterra, té por de ser devorat per un cocodril, però és salvat per un francès que el porta a un bar tingut per una cantant, Lola. Es descobreix que el professor Catalan és a casa de Lola que l'ha ajudat a finançar les seves recerques. Li diu que amb les 3 estàtues descobrirà el tresor dels Maltèques, però Lola és escèptica i sobretot gelosa d'Agnès.

## Repartiment
- Jean-Paul Belmondo: Adrien Dufourquet
- Françoise Dorléac: Agnès Villermosa
- Jean Servais: el Professor Norbert Catalan
- Milton Ribeiro: Tupac, un guardaespatlles
- Simone Renant: Lola (la cantant de cabaret)
- Adolfo Celi: Senhor Mario De Castro
- Ubiracy De Oliveira: Sir Winston
- Roger Dumas: Lebel
- Daniel Ceccaldi: L'inspector de policia
- Lucien Raimbourg: el general
- Louise Chevalier: La conserge del Professor Catalan
- Robert Blome: el guàrdia assassinat del museu
- Nina Myral: La tia d'Agnès
- Max Elloy: El Doctor
- André Tomasi: Un duaner a l'aeroport
- Marie Marc: La minyona d'Agnès
- Peter Fernandez
- Sabu do Brasil
- Maurice Hartwig
- Silva de Carbalho

## Nominacions
La pel·lícula va ser nominada per l'Oscar al millor guió original a la 37a cerimònia dels Oscars.

## Al voltant de la pel·lícula
Una part de la pel·lícula ha estat rodada a Brasília, nova ciutat deguda a l'arquitecte Oscar Niemeyer, que era llavors en construcció i quasi deserta.